# آمارسایخان بالجین‌یامین
آمارسایخان بالجین‌یامین (مغولی: Балжиннямын Амарсайхан؛ زادهٔ ۱۷ اکتبر ۱۹۷۷) بازیگر و تهیه‌کننده فیلم اهل مغولستان است.
از فیلم‌ها یا برنامه‌های تلویزیونی که وی در آن نقش داشته‌است، می‌توان به مارکو پولو اشاره کرد.